# So It Goes...
«So It Goes…»  — песня американской певицы Тейлор Свифт из её шестого студийного альбома Reputation. Песня была выпущена 10 ноября 2017 года на лейбле Big Machine Records. Свифт написала её вместе с продюсерами Максом Марином, Shellback и Оскаром Гёрресом.

## Предыстория
Американская певица и автор-исполнительница Тейлор Свифт выпустила свой пятый студийный альбом 1989 в октябре 2014 года. Альбом 1989, созданный в стиле синти-поп, изменил звучание и имидж Свифт с кантри на мейнстрим-поп. Альбом имел коммерческий успех: за год в США было продано более пяти миллионов копий, а также три сингла номер один в Billboard Hot 100. BBC утверждает, что этот успех укрепил статус Свифт как мировой поп-звезды.

## Композиция
Свифт написала песню «So It Goes…» вместе с её продюсерами Максом Мартином, Шеллбэком и Оскаром Гёрресом. «So It Goes…» — это песня о любви, в которой она размышляет о том, как новый любовный интерес может помочь ей избавиться от её привязанностей, но с опасениями по поводу страха и опасности. Свифт изображает себя в ловушке и бессильной перед большой силой, при этом поёт о том, что оставляет царапины на её спине. Некоторые слова песни свидетельствуют о том, что она нашла любовь в свои самые мрачные дни: «And all the pieces fall/Right into place». Название песни совпадает с фразой из романа американского писателя Курта Воннегута «Бойня номер пять». «So It Goes…» — восьмой трек в альбоме Reputation, и имеет аккордовую прогрессию G6/A, за исключением припевов и рефренов.

## Отзывы
Тейлор Мейпл из журнала Bustle описала «So It Goes…» как «напоминающую отношения, которые продолжаются, несмотря на внимание общественности или стрессы, которые с ними связаны», связав её с тем, как Свифт и её тогдашний бойфренд американский актёр Джо Элвин познакомились. Кейли Робертс и Саманта Олсон из Cosmopolitan также провели связь с отношениями Свифт и Элвина. Джеймисон Кокс из Pitchfork описал «So It Goes…» как «трэп-поп», при этом отметив, что «трудно избавиться от мысли о её размазанной помаде, о ногтях, впивающихся в чью-то спину». Венди Майклс из Elite Daily описала текст песни как сексуальный и парный. Крейг Дженкинс из Vulture в своей рецензии на Reputation отметил, что песня «[взвешивает] свободу одиночества против непреодолимого магнетизма растущего влечения».
Крис Ричардс из The Washington Post опубликовал негативную рецензию на песню, описав её как попытку «читать рэп, как Трэвис Скотт». Алекс Хоппер из American Songwriter отнёс песню к девяти из десяти наименее прослушиваемых по стримингу песен среди альбомов Тейлор Свифт, уточнив, что она «не такая мощная, как [другие песни на Reputation]». Маккензи Джеймисон из газеты FSView & Florida Flambeau дала отрицательную рецензию на «So It Goes…», раскритиковав её как «крайне мягкотелую» песню, далее отметив, что она «плоская и по большей части скучная», а также «вялая песня об агрессивном сексе».

## Живые выступления
Свифт исполняла «So It Goes…» во время своего Reputation Stadium Tour в некоторые даты, как в качестве песни-сюрприза, так и вместо «Dancing with Our Hands Tied». Песня была исключена из сет-листа The Eras Tour, но была исполнена в качестве песни-сюрприза на шоу 20 ноября 2023 года в Рио-де-Жанейро.

## Сертификации
| Регион                                                                      | Сертификация | Продажи |
| --------------------------------------------------------------------------- | ------------ | ------- |
| Австралия (ARIA)                                                            | Золотой      | 35 000  |
| Данные о продажах + прослушиваниях приведены только на основе сертификации. |              |         |